# Pointe de Ronce
Pointe de Ronce je hora ve francouzské části Grajských Alp. Nachází se na jihovýchodě Savojska, v blízkosti hranice s Itálií. Severozápadně od hory leží Národní park Vanoise.
Pointe de Ronce bývá také uváděna jako nejvyšší vrchol horského masivu Mont Cenis. S výškou 3 612 metrů náleží mezi nejvyšší hory ve Francii s prominencí vyšší než 465 metrů.